# Es Niu Blau
La playa Es Niu Blau está situada en Santa Eulalia del Río, en la parte oriental de la isla de Ibiza, en la comunidad autónoma de las Islas Baleares, España.
Es una playa muy frecuentada por turistas que disfrutan de los servicios de que dispone, hamacas, sombrillas y alquileres náuticos. A 2 km se encuentra el Puerto Deportivo de Santa Eulària d'es Riu.